# Lyons (Kansas)
Lyons egy város az USA Kansas államában. Lakosainak száma 3611 fő (2020. április 1.).

## Története
A város neve eredetileg Atlanta volt, és ez utóbbi néven alapították 1870-ben. 1876-ban nevezték át Lyonsra, Freeman J. Lyons tiszteletére. 1890-ben a Western Salt Company létrehozta az első sóbányáját a településen.

## Népesség
A település népességének változása:

| 2010 | 3 739 |
| 2020 | 3 611 |